# Grafschaft Corbeil
Die Grafschaft Corbeil war während des 11. Jahrhunderts ein Feudalterritorium Frankreichs und entsprach in seinem Umfang weitestgehend der östlichen Hälfte des heutigen Départements Essonne. Namensgebender Hauptort war Corbeil-Essonnes an der Seine.

## Geschichte
Die Grafschaft gehörte dem unmittelbaren Herrschaftsraum der frühen französischen Könige aus dem Haus der Kapetinger, der Île de France, an. Corbeil lag dabei zwischen den wichtigsten Städten dieses Raumes, Paris und Orléans, und hatte deswegen eine hohe strategische Bedeutung. Aus diesem Grund waren die Könige darauf bedacht diese Grafschaft an Personen ihres Vertrauens zu vergeben. Dennoch wurde Corbeil zu Beginn des 12. Jahrhunderts ein Zentrum einer mächtigen Adelsopposition gegen die Krone.
Erster bekannter Graf war Haymon de Corbeil, der von Hugo dem Großen in Corbeil eingesetzt wurde und darüber hinaus vermutlich auch schon Graf von Mortain war. Nach Aymons Tod übernahm der zweite Ehemann seiner Frau Elisabeth, Burchard der Ehrwürdige (le Vénérable), Corbeil. Burchard war bereits Graf von Vendôme und ebenfalls ein enger Vertrauter Hugo Capets, von diesem erhielt er zudem die Grafschaft Paris. Graf Albert war vermutlich ein Sohn Aymons und vererbte Corbeil an seine Tochter Germaine, durch deren Ehe die Grafschaft an den Normannen Mauger gelangte.
Mauger war ein Sohn des Normannenherzogs Richard I. und war dem König Heinrich I. in dessen Auseinandersetzung mit der Königin Konstanze und den Prinzen Robert in den Jahren 1032/1033 eine wichtige Stütze. Maugers Sohn und Nachfolger Guillaume Warlong (Guerlenc) war in seiner Eigenschaft als Graf von Mortain in Konflikte mit Herzog Wilhelm II. verstrickt und zog nach seiner Verbannung um 1063 nach Apulien. Mit Guillaumes Enkel Burchard II. dem Hochmütigen (le Superbe) rückte Corbeil zunehmend in das Zentrum antiköniglicher Kräfte, er selbst erhob sogar einen Anspruch auf die Krone und revoltierte gegen König Philipp I. Zwischen den Jahren 1071 und 1080 wurde Burchard von Graf Stephan II. von Blois im Kampf getötet.
Unter Burchards Sohn Odo sollte Corbeil aber weiterhin ein Unruheherd bleiben. Seit der Verstoßung der Lucienne von Rochefort durch König Ludwig VI. 1107 erhob sich der vielseitig miteinander versippte Adel der Île de France, unter Federführung von Luciennes Familie Montlhéry-Rochefort, im sogenannten „Aufstand der kleinen Barone“ gegen die königliche Autorität. Luciennes Bruder Hugo von Crécy nahm dabei um 1108 beider Stiefbruder Odo von Corbeil gefangen, weil dieser sich weigerte an dem Aufstand teilzunehmen. Odo wurde aber wenig später vom königlichen Seneschall Anseau de Garlande, der wiederum ein Schwager Hugues’ war, befreit.
Nach Odos erbenlosen Tod 1112 wurde Corbeil von König Ludwig VI. als erledigtes Lehen eingezogen, dies rief umgehend Odos Neffen Hugo III. von Le Puiset auf den Plan. Hugo, der aus der mit den Montlhérys versippten Familie Le Puiset stammte, beteiligte sich ebenfalls in dem Aufstand gegen den König. 1111 wurde seine Burg zerstört und er selbst wurde in den Kerker von Château-Landon geworfen. König Ludwig VI. ließ Hugo 1112 frei, nachdem dieser jegliche Ansprüche auf Corbeil fallen lassen musste, auf freiem Fuß verbündete er sich jedoch erneut mit den anderen Aufständischen um Hugo von Crécy. Nach wechselhaften Kämpfen konnte der König bis 1118 die Rebellen unterwerfen, trotz des Todes seines Seneschalls Garlande vor der Burg Puiset musste sich Hugo von Le Puiset dem König ergeben, er begab sich anschließend in das Heilige Land, wo er 1132 starb.
Corbeil wurde in die Krondomäne integriert und einen Vizegrafen übergeben.

## Grafen von Corbeil
- Aymon († 957), durch Hugo Capet eingesetzt
- Burchard I., Graf von Vendôme († 1005/7), heiratete Aymons Witwe Elisabeth Le Riche
- Albert
- Germaine, dessen Tochter ⚭ Mauger von Normandie, Graf von Corbeil (uxor nomine)
- Guillaume Warlong († 1067), deren Sohn
- Bouchard II. († vor 1101), dessen Sohn ⚭ Adélaide de Crécy, Herrin von Gournay-sur-Marne
- Odo († 1112), dessen Sohn
  - Adélaide/Alix († nach 1126), Schwester Odos
    - verheiratet mit Erhard III. von Le Puiset († 1099)
    - vermutlich auch verheiratet mit ihrem Stiefbruder Hugo von Crécy

  - Hugo III. von Le Puiset († 1132), Sohn von Adélaide und Erhard; muss 1112 auf Corbeil verzichten